# 宮城野信号場
宮城野信号場（みやぎのしんごうじょう）は、宮城県仙台市宮城野区田子にある、東日本旅客鉄道（JR東日本）仙石線の信号場である。

## 歴史
- 1991年（平成3年）3月9日：宮城野電車区（当時）新設に伴い開設[1]。

## 構造
小鶴新田駅より福田町駅方向に約1.2 kmにある信号場。福田町駅方より仙台車両センター宮城野派出所からの入出庫線が仙石線に合流する。
本信号場は、仙台車両センター宮城野派出所における列車回送（入出庫）のために設置されている。
構内配線図の通り、本信号場は渡り線およびシーサスクロッシングにより、本線どちらの方向からでも入出庫が可能である。

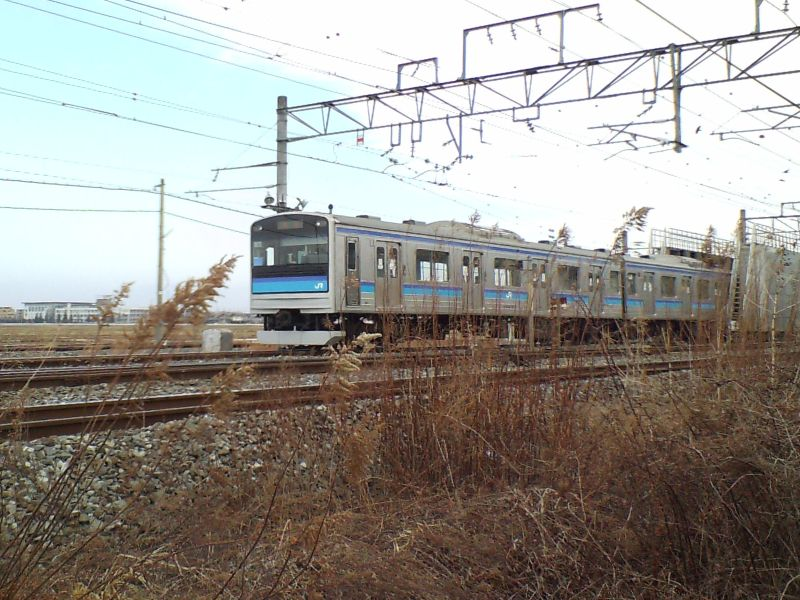
入出庫線を回送中の仙石線車両（2006年1月）
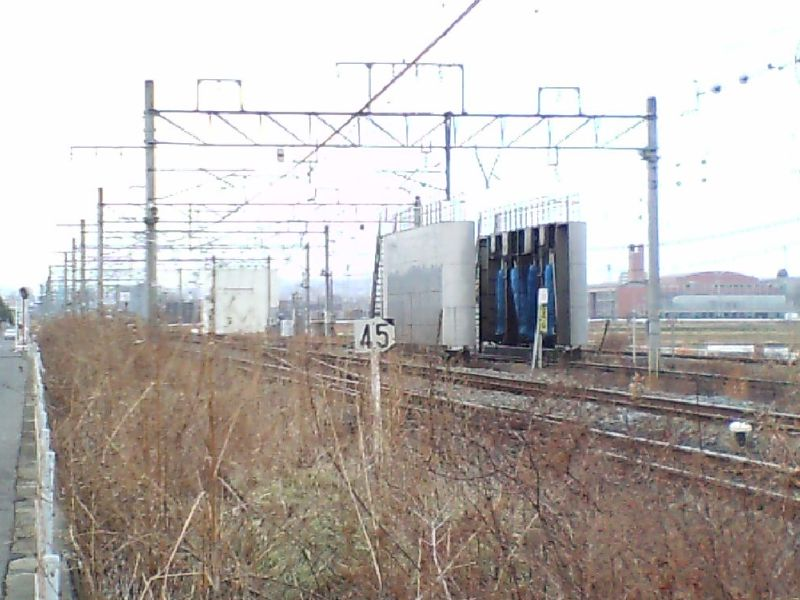
福田町側から撮影（2006年1月）
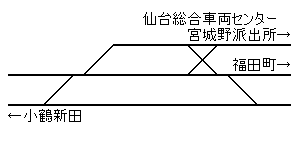
構内配線図

## 周辺
信号場の南側は住宅、北側は耕作地が広がる。
- 東北学院中学校・高等学校
- 宮城県宮城野高等学校
- 志文東部自動車学校
- 国道4号（仙台バイパス）
- 国道45号

## 隣の施設
東日本旅客鉄道（JR東日本）
■仙石線
小鶴新田駅 - 宮城野信号場 - 福田町駅